# Pourtalesia
Pourtalesia is een geslacht van zee-egels uit de familie Pourtalesiidae. De wetenschappelijke naam van het geslacht werd in 1869 voorgesteld door Alexander Agassiz.

## Soorten
- Pourtalesia alcocki Koehler, 1914
- Pourtalesia aurorae Koehler, 1926
- Pourtalesia debilis Koehler, 1926
- Pourtalesia heptneri Mironov, 1978
- Pourtalesia hispida A. Agassiz, 1879
- Pourtalesia jeffreysi Thomson, 1873
- Pourtalesia laguncula A. Agassiz, 1879
- Pourtalesia miranda A. Agassiz, 1869
- Pourtalesia tanneri A. Agassiz, 1898
- Pourtalesia thomsoni Mironov, 1976
- Pourtalesia vinogradovae Mironov, 1995